# Natação no Campeonato Mundial de Esportes Aquáticos de 2024 - 4x100 m medley masculino

A prova do revezamento 4x100 m medley masculino da natação no Campeonato Mundial de Esportes Aquáticos de 2024 foi realizada no dia 18 de fevereiro de 2024 em Doha, no Catar.

## Formato da competição
A competição consiste em duas rodadas: eliminatórias e final. As equipes com os 8 melhores tempos nas eliminatórias avançam a final. Desempates (swim-offs) são utilizados conforme necessário para quebrar os empates de avanço a próxima rodada.

## Cronograma
Todos os horários estão na hora local (UTC+3).
| Data            | Hora  | Evento        |
| --------------- | ----- | ------------- |
| 18 de fevereiro | 10:09 | Eliminatórias |
| 18 de fevereiro | 20:37 | Final         |

## Recordes
Antes desta competição, os recordes mundiais e do campeonato nesta prova eram os seguintes:
| Tipo                  | Atleta         | Tempo     | Local   | Data                |
| --------------------- | -------------- | --------- | ------- | ------------------- |
|                       | Estados Unidos | 3m 26s 78 | Tóquio  | 1 de agosto de 2021 |
| Recorde do campeonato | Estados Unidos | 3m 27s 20 | Fukuoka | 30 de julho de 2023 |

## Medalhistas
| Ouro | Prata                                                                                                 | Bronze |
| Estados Unidos · Hunter Armstrong · Nic Fink · Zach Harting · Matt King · Jack Aikins · Jake Foster · Shaine Casas · Luke Hobson | Países Baixos · Kai van Westering · Arno Kamminga · Nyls Korstanje · Stan Pijnenburg · Caspar Corbeau | Itália · Michele Lamberti · Nicolò Martinenghi · Gianmarco Sansone · Alessandro Miressi · Ludovico Viberti · Federico Burdisso |

## Resultados

### Eliminatórias
Esses foram os resultados das eliminatórias. A prova foi realizada no dia 18 de fevereiro com início às 10:09.
| Pos. | Bateria | Raia | Nacionalidade  | Nadadores | Tempo   | Notas            |
| ---- | ------- | ---- | -------------- | --- | ------- | ---------------- |
| 1    | 2       | 4    | Estados Unidos | Jack Aikins (53.84) Jake Foster (59.45) Shaine Casas (50.99) Luke Hobson (48.25)                                                 | 3:32.53 | Q                |
| 2    | 1       | 4    | Países Baixos  | Kai van Westering (54.11) Caspar Corbeau (59.02) Nyls Korstanje (51.42) Stan Pijnenburg (48.34)                                  | 3:32.89 | Q,               |
| 3    | 2       | 7    | Espanha        | Hugo González (53.19) Carles Coll Martí (1:00.56) Mario Molla Yanes (51.69) Sergio De Celis Montalban (48.13)                    | 3:33.57 | Q                |
| 4    | 3       | 2    | Polónia        | Ksawery Masiuk (53.57) Jan Kałusowski (1:00.44) Jakub Majerski (51.29) Kamil Sieradzki (48.49)                                   | 3:33.79 | Q                |
| 5    | 3       | 3    | Canadá         | Blake Tierney (53.98)) James Dergousoff (1:00.77) Finlay Knox (51.90) Javier Acevedo (47.51)                                     | 3:34.16 | Q                |
| 6    | 3       | 6    | Itália         | Michele Lamberti (54.23) Ludovico Blu Art Viberti (59.19) Federico Burdisso (52.25) Alessandro Miressi (48.53)                   | 3:34.20 | Q                |
| 7    | 2       | 6    | Áustria        | Bernhard Reitshammer (54.77) Valentin Bayer (1:00.21) Simon Bucher (51.38) Heiko Gigler (47.93)                                  | 3:34.29 | Q                |
| 8    | 3       | 7    | Irlanda        | Conor Ferguson (54.04) Darragh Greene (1:00.16) Max McCusker (51.83) Shane Ryan (48.94)                                          | 3:34.97 | Q                |
| 9    | 3       | 5    | Austrália      | Bradley Woodward (54.17) Sam Williamson (59.11) Kai James Taylor (53.64) Jack Cartwright (48.63)                                 | 3:35.55 |                  |
| 10   | 3       | 1    | Portugal       | Gabriel Lopes (54.80) Francisco Robalo Quintas (1:01.15) Diogo Ribeiro (51.26) Miguel Nascimento (48.42)                         | 3:35.63 | =                |
| 11   | 2       | 5    | Coreia do Sul  | Lee Ju-ho (54.10) Choi Dong-yeol (1:00.07) Yang Jae-hoon (52.95) Hwang Sun-woo (48.73)                                           | 3:35.85 |                  |
| 12   | 3       | 4    | China          | Xu Yifan (56.44) Dong Zhihao (59.23) Wang Xizhe (52.76) Ji Xinjie (48.25)                                                        | 3:36.68 |                  |
| 13   | 2       | 2    | Hungria        | Adam Jaszo (54.89) Daniel Sos (1:01.66) Richard Marton (52.50) Nandor Nemeth (47.81)                                             | 3:36.86 |                  |
| 14   | 2       | 1    | México         | Diego Camacho Salgado (55.83) Miguel Alejandro de Lara Ojeda (1:00.52) Jorge Iga (52.46) Andres Dupont Cabrera (48.07)           | 3:36.88 | Recorde nacional |
| 15   | 2       | 9    | Grécia         | Evangelos Makrygiannis (53.61) Arkadios Aspougalis (1:01.97) Konstantinos Emmanouil Stamou (52.58) Stergios Marios Bilas (48.95) | 3:37.11 |                  |
| 16   | 3       | 0    | África do Sul  | Pieter Coetze (53.69) Matthew Randle (1:02.83) Chad le Clos (51.60) Clayton Jimmie (49.17)                                       | 3:37.29 |                  |
| 17   | 1       | 3    | Bulgária       | Kaloyan Levterov (56.10) Lyubomir Epitropov (1:00.65) Josif Miladinov (52.61) Kaloyan Bratanov (48.56)                           | 3:37.92 |                  |
| 18   | 1       | 5    | Sérvia         | Velimir St Jepanovic (55.79) Uros Zivanovic (1:02.42) Durde Matic (51.89) Andrej Barna (47.88)                                   | 3:37.98 | Recorde nacional |
| 19   | 2       | 8    | Cazaquistão    | Yegor Popov (55.86) Arsen Kozhakhmetov (1:01.92) Maxim Skazobtsov (52.92) Adilbek Mussin (48.51)                                 | 3:39.21 |                  |
| 20   | 2       | 3    | Japão          | Osamu Kato (54.55) Ikuru Hiroshima (1:01.28) Nao Horomura (53.00) Riki Abe (51.08)                                               | 3:39.91 |                  |
| 21   | 2       | 0    | Tailândia      | Ratthawit Thammananthachote (58.54) Dulyawat Kaewsriyong (1:07.07) Navaphat Wongcharoen (54.22) Tonnam Kanteemool (51.69)        | 3:51.52 |                  |
| 22   | 3       | 9    | Vietname       | Tran Hung Nguyen (1:00.72) Pham Thanh Bao (1:04.05) Nguyen Hoang Khang (58.70) Ngo Dinh Chuyen (54.52)                           | 3:57.99 |                  |
| –    | 3       | 8    | Suécia         | | DNS     | DNS              |

### Final
A final foi realizada em 18 de fevereiro às 20:37.
| Pos.              | Raia | Nacionalidade  | Nadadores | Tempo   | Notas            |
| ----------------- | ---- | -------------- | --- | ------- | ---------------- |
| Medalha de ouro   | 4    | Estados Unidos | Hunter Armstrong (53.15) Nic Fink (58.20) Zach Harting (51.13) Matt King (47.32)                              | 3:29.80 |                  |
| Medalha de prata  | 5    | Países Baixos  | Kai van Westering (53.84) Arno Kamminga (58.23) Nyls Korstanje (51.12) Stan Pijnenburg (48.04)                | 3:31.23 | Recorde nacional |
| Medalha de bronze | 7    | Itália         | Michele Lamberti (54.28) Nicolò Martinenghi (57.97) Gianmarco Sansone (52.14) Alessandro Miressi (47.20)      | 3:31.59 |                  |
| 4                 | 2    | Canadá         | Blake Tierney (53.65)) James Dergousoff (59.89) Finlay Knox (51.60) Javier Acevedo (47.75)                    | 3:32.89 |                  |
| 5                 | 3    | Espanha        | Hugo González (53.11) Carles Coll Martí (1:00.88) Mario Molla Yanes (51.14) Sergio De Celis Montalban (48.07) | 3:33.20 |                  |
| 6                 | 1    | Áustria        | Bernhard Reitshammer (54.72) Valentin Bayer (1:00.61) Simon Bucher (51.27) Heiko Gigler (48.02)               | 3:34.62 |                  |
| 7                 | 8    | Irlanda        | Conor Ferguson (54.46) Darragh Greene (1:00.20) Max McCusker (51.78) Shane Ryan (48.84)                       | 3:35.28 |                  |
|                   | 6    | Polónia        | Ksawery Masiuk (53.55) Jan Kałusowski Jakub Majerski Kamil Sieradzki                                          | DSQ     | DSQ              |

Legenda
| Recorde mundial       | Recorde mundial (World record)               |                       | Recorde africano                      | Recorde africano (African) |                                           | Q | Classificado por posição (Qualified) |
| Recorde do campeonato | Recorde do campeonato (Championship record)  | Recorde da América    | Recorde da América (Americas)         | q                          | Classificado por melhor tempo (Qualified) |   |                                      |
| Melhor marca do ano   | Melhor marca do ano (World leading)          | Recorde asiático      | Recorde asiático (Asian)              | DNS                        | Não largou (Did not start)                |   |                                      |
| Recorde nacional      | Recorde nacional (National record)           | Recorde europeu       | Recorde europeu (European)            | DNF                        | Não terminou (Did not finish)             |   |                                      |
| Recorde pessoal       | Recorde pessoal do atleta (Personal best)    | Recorde da Oceania    | Recorde da Oceania (Oceania)          | DSQ / DQ                   | Desclassificado (Disqualified)            |   |                                      |
| Recorde da temporada  | Recorde da temporada do atleta (Season best) | Recorde sul-americano | Recorde sul-americano (South America) | NM                         | Sem marca (No mark)                       |   |                                      |